# Socinianesimo

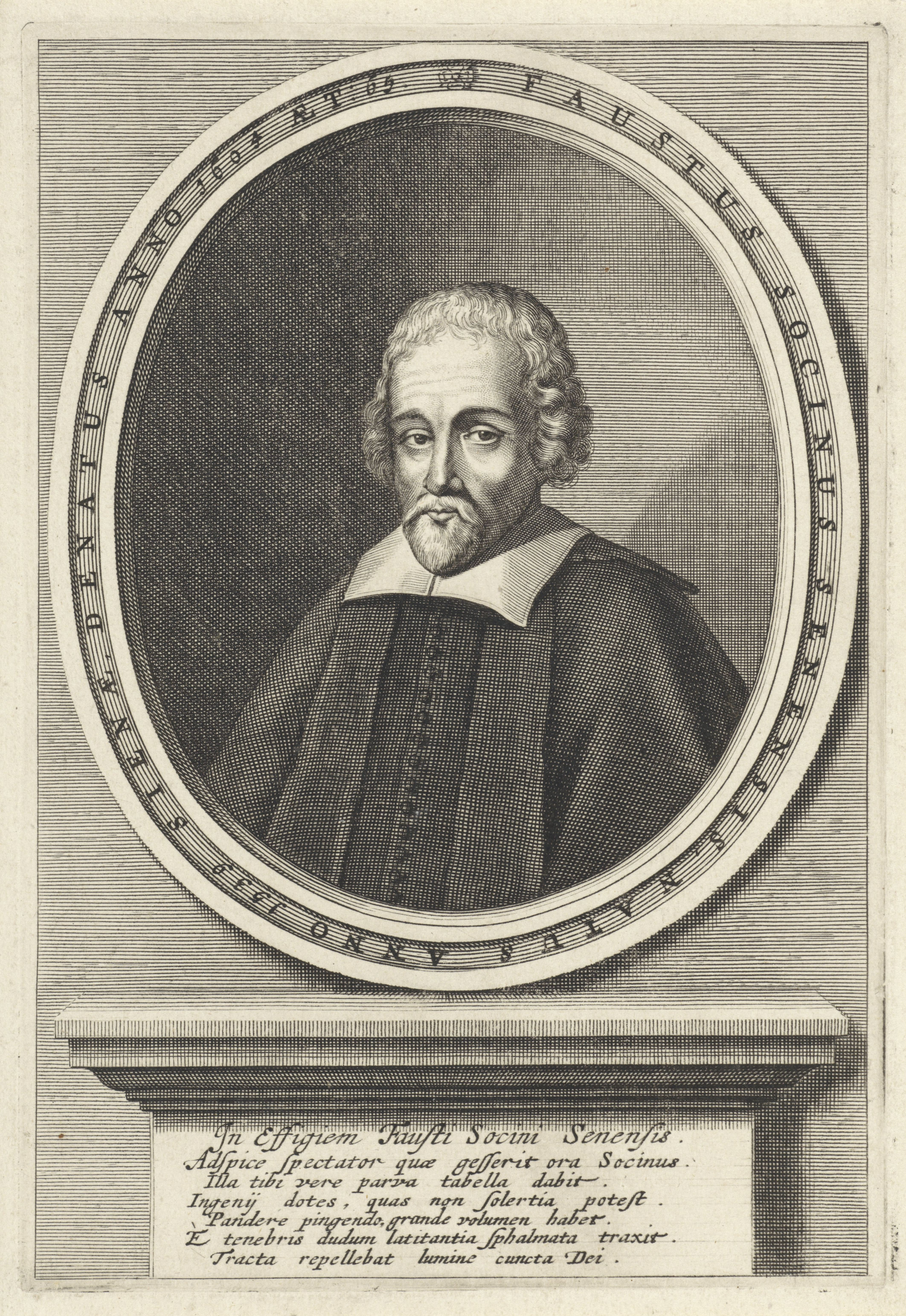
Fausto Socini

Il socinianesimo è una forma di antitrinitarismo o unitarianismo, che prende nome dai pensatori e riformatori senesi Lelio Sozzini (o Socini) (morto a Zurigo nel 1562) e Fausto Sozzini (o Socini), nipote del precedente (morto in Polonia nel 1604).
Fausto Socini emigrò dall'Italia in vari paesi europei ed ebbe importante influsso soprattutto sul movimento anti-trinitario polacco.

## In Transilvania
Fausto Socini fu in Transilvania tra il 1559 ed il 1571. Cercò, invano, di mediare la contesa tra gli anti-trinitari Ferenc Dávid, fondatore della Chiesa unitaria di Transilvania, e Giorgio Biandrata.

## Fratelli polacchi o Chiesa sociniana
La Chiesa riformata minore (Fratelli polacchi) era nata in Polonia nel 1556 dalla scissione, ad opera di Piotr di Goniądz (Petrus Gonesius), della componente anti-trinitaria dei calvinisti polacchi.
I Fratelli polacchi, però, si divisero fin dall'inizio tra i pacifisti filo-ariani di Marcin Czechowic e Grzegorz Paweł z Brzezin ed i non pacifisti e filo-ebioniti di Symon Budny. Nel 1588, Fausto riuscì a riunire a Brest tutte le variegate componenti anti-trinitarie polacche e a dar vita ad un unico movimento. Il movimento venne detto sociniano per la decisa importanza che vi assunsero le idee del riformatore italiano, anche se Socino non ne entrò a far parte avendo rifiutato di ricevere il battesimo non considerandolo necessario per ricevere la salvezza.
Fausto diede inoltre inizio alla stesura di un catechismo, terminato poi da alcuni suoi discepoli e che sarà detto "Catechismo racoviano", dalla città di Raków, e che ebbe ampia diffusione nel mondo protestante.
Pochi anni dopo la morte di Fausto, nel 1610 giunsero in Polonia i gesuiti che fecero di tutto per fermare l'eresia unitariana. I sociniani furono costretti a convertirsi al cattolicesimo o ad andare in esilio. Molti sociniani aderirono alla Chiesa arminiana dei rimostranti nei Paesi Bassi, altri si trasferirono in Germania, assimilandosi agli unitariani esistenti, e in Transilvania, dove si estinsero nel 1793. La piccola comunità sociniana rimasta in Polonia si estinse nel 1811.

## Dottrina
La posizione distintiva dei Socini, zio e nipote, era da un lato la negazione della preesistenza di Cristo, e, pertanto, della sua divinità, e dall'altro l'accettazione della nascita da una vergine. Questa distinzione permette di collocare il socinianesimo a metà strada tra l'arianesimo e gli ebioniti.
I Socini presero le mosse dal protestantesimo per giungere ad una interpretazione razionale delle scritture, basandosi sul rispetto delle altre fedi religiose, sul libero arbitrio e sul rifiuto di ogni dogma non dimostrabile con la ragione.
Questa dottrina teologico-morale professa l'unità indivisibile di Dio, la perfezione dell'Uomo Gesù “via, verità e vita”, e nega l'inferno, il peccato originale, la predestinazione, il sacrificio di Cristo per i peccati degli uomini e la necessità dei sacramenti.
I sociniani asseriscono la libertà di coscienza, l'interpretazione delle Scritture conforme alla ragione, la tolleranza nei confronti delle diverse interpretazioni della parola di Dio e la responsabilità individuale nella via della salvezza.
I sociniani sostengono: c'è un solo Dio, padre creatore, che non ha tracciato la strada dell'essere umano, ma lo ha messo nella condizione di costruirsela con le sue libere scelte. Un Dio che insieme ai beni dell'universo ha dato a tutti gli uomini gli stessi doni spirituali: l'amore permette all'uomo di vivere in pace col prossimo, la coscienza che l'incoraggia verso il bene e lo accusa quando fa del male, la ragione lo aiuta nella conoscenza e a formarsi opinioni su Dio e sul mondo, il libero arbitrio che gli consente di decidere se seguire il bene o il male. Il quinto dono è l'Uomo Gesù di Nazaret. Se la Parola del Nazareno guida l'uomo nelle sue principali decisioni, lo Spirito che è la manifestazione di Dio, aiuta e conforta l'uomo nelle scelte di vita. L'uomo ha in dote tutto questo, spetta a lui, in condivisione con gli altri esseri viventi, mettere a frutto i beni ricevuti, senza disperderli o sciuparli, senza sottostare ad alcuna autorità ecclesiastica.

## Diffusione
Dal 1610 la diaspora dei "fratelli polacchi" farà sì che il pensiero sociniano si diffonda in vari paesi europei. Spesso "sociniani" vennero chiamati, nei Paesi Bassi e Gran Bretagna, nel XVII secolo, gli arminiani, i rimostranti olandesi ed i dissenzienti inglesi.
I discendenti dei sociniani in termini dottrinari possono, oggi, essere considerati i Cristadelfiani e la Chiesa della Benedetta Speranza o Chiesa di Dio della fede abramitica.